# Йогурт

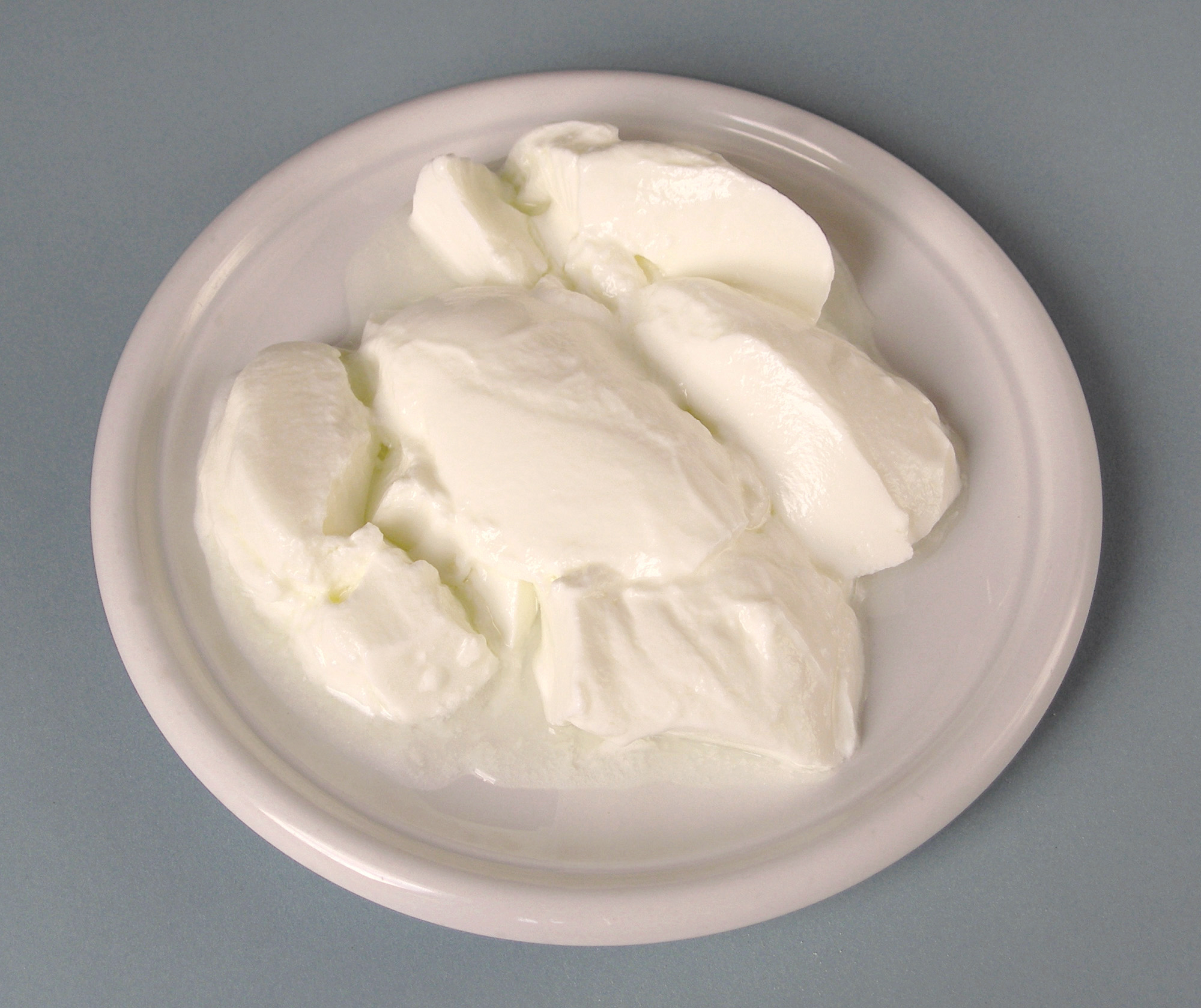
Йогурт

Йо́гурт (от тур. yoğurt; устар.: йогу́рт, югу́рт, ягу́рт) — кисломолочный продукт с повышенным содержанием сухих веществ, изготовляемый путём сквашивания протосимбиотической смесью чистых культур Streptococcus thermophilus (термофильный стрептококк), содержание которых в готовом продукте на конец срока годности составляет не менее 107 КОЕ (колониеобразующие единицы) в 1 г продукта (допускается добавление пищевых добавок, фруктов, овощей и продуктов их переработки).
Рекламные заявления производителей йогуртов об укреплении здоровья и борьбе с аллергией могут быть недостоверны, по данным ВОЗ и «Drug and Therapeutics Bulletin».

## Йогурт или кисломолочный продукт
Настоящий йогурт состоит из натурального молока и закваски, содержащей культуры болгарской палочки и термофильного стрептококка. Однако в разных странах мира к составу йогурта относятся по-разному, более или менее строго.

Йогурт — кисломолочный продукт с повышенным содержанием сухих обезжиренных веществ молока, произведённый с использованием смеси заквасочных микроорганизмов — термофильных молочнокислых стрептококков и болгарской молочнокислой палочки— Федеральный закон Российской Федерации от 12 июня 2008 г. № 88-ФЗ «Технический регламент на молоко и молочную продукцию»
Согласно этому закону, «российский» йогурт, помимо основного состава, может содержать и другие компоненты, включая сухое молоко, но обязательно наличие закваски в строго определённых количествах двух культур.
В Болгарии, считающейся родиной йогурта, продукты, содержащие любые ингредиенты, помимо основного состава, к примеру, сухое молоко, пектин, сахар, загустители, консерванты, могут называться «кисело мляко», что является локальным названием традиционного йогурта, состоящего только из молока и закваски. Решительно к проблеме большого количества продуктов, наводнивших рынок и называемых «кисело мляко», подошли болгарские власти, считая его одним из своих национальных символов и продуктов. Болгарский комитет по стандартизации и метрологии в Министерстве здравоохранения запретил продуктовым компаниям называть продукты аналогичные йогурту «кисело мляко» и ввёл строгие требования к стандартизации и содержанию настоящего йогурта.
Из определений, выходящих из соответствующих законов, «российский» йогурт может содержать сухое молоко и другие добавки, но такой продукт не может называться и не будет считаться йогуртом в Болгарии.
В промышленных масштабах наибольшее количество йогурта в мире производится в Финляндии (37 %), за ней следуют Эстония (19 %), Франция и Германия (по 13 %, данные за I квартал 2012 года).

## Органолептические показатели
| Наименование показателя    | Характеристика |
| -------------------------- | --- |
| Внешний вид и консистенция | Однородная, в меру вязкая. При добавлении стабилизаторов — желеобразная или кремообразная. При использовании вкусоароматических пищевых добавок — с наличием их включений.                                                                                   |
| Вкус и запах               | Кисломолочный, без посторонних привкусов и запахов. При выработке с сахаром или подсластителем — в меру сладкий. При выработке со вкусоароматическими пищевыми добавками и вкусоароматизаторами — с соответствующим вкусом и ароматом внесённого компонента. |
| Цвет                       | Молочно-белый, равномерный по всей массе. При выработке со вкусоароматическими пищевыми добавками и пищевыми красителями — обусловленный цветом внесённого ингредиента.                                                                                      |

## Физико-химические показатели
| Наименование показателя                                               | Норма |
| --------------------------------------------------------------------- | --- |
| Массовая доля жира, %                                                 | |
| молочный нежирный                                                     | не более 0,1 |
| молочный пониженной жирности                                          | от 0,3 до 1,0 |
| молочный полужирный                                                   | от 1,0 до 2,5 |
| молочный классический                                                 | от 2,7 до 4,5 |
| молочно-сливочный                                                     | от 4,7 до 7,0 |
| сливочно-молочный                                                     | от 7,0 до 9,5 |
| сливочный                                                             | не менее 10,0 |
| Массовая доля молочного белка, % не менее                             | |
| для йогурта без наполнителей                                          | 3,2 |
| для фруктового (овощного) йогурта                                     | 2,8 |
| Массовая доля сухих обезжиренных веществ молока, % не менее           | |
| для йогурта без наполнителей                                          | 9,5 |
| для фруктового (овощного) йогурта                                     | 8,5 |
| Массовая доля сахарозы и общего сахара в пересчёте на инвертный сахар | Устанавливается в технической документации на конкретное наименование йогурта, вырабатываемого с сахаром и (или) плодово-ягодными наполнителями |
| Массовая доля витаминов, %                                            | Устанавливается в технической документации на конкретное наименование витаминизированного йогурта                                               |
| Кислотность, °Т                                                       | от 75 до 140 |
| Фосфатаза                                                             | отсутствует |
| Температура при выпуске с предприятия, °C                             | +4±2 |

## Микробиологические показатели
| Наименование показателя | Норма                  |
| --- | ---------------------- |
| Количество молочнокислых микроорганизмов (S. thermophilus и Lactobacterium bulgaricum), в 1 г продукта на конец срока годности продукта, КОЕ, не менее | {\displaystyle 10^{7}} |
| Количество бифидобактерий (Bifidobacterium), в 1 г продукта на конец срока годности продукта, КОЕ, не менее                                            | {\displaystyle 10^{6}} |
| Количество бактерий молочнокислой ацидофильной палочки (Lactobacillus acidophilus), в 1 г продукта на конец срока годности продукта, КОЕ, не менее     | {\displaystyle 10^{6}} |

## История йогурта

### Происхождение
Скифы и родственные им кочевые народы издавна перевозили молоко в бурдюках на спинах коней и ослов. Из воздуха и шерсти в продукт попадали бактерии, на жаре происходило брожение, а постоянная тряска завершала дело, превращая молоко в густой кислый напиток, который долго не портился и при этом сохранял все полезные свойства.
Первым о нём сообщил Плиний Старший, написавший в своей «Естественной истории»: «Скифы умеют сгущать молоко, превращая его в кислый и весьма вкусный напиток». Для питья этот напиток разбавляли водой, а для еды подсушивали, получая что-то вроде творога.
По одной из версий, первыми, кто стал изготавливать продукт, напоминающий йогурт, были древние фракийцы. Они разводили овец и заметили, что прокисшее молоко хранится дольше, чем свежее, и стали смешивать свежее молоко с закваской из прокисшего молока, тем самым получив первый йогурт.
По другой версии, первыми были древние булгары. Сначала они изготавливали напиток кумыс из лошадиного молока. Впоследствии, когда они осели на Балканском полуострове и создали Первое Болгарское царство, они стали разводить овец и изготовлять йогурт из овечьего молока.
В Европе некоторую известность йогурт приобрёл в связи с болезнью живота короля Людовика XI. Король никак не мог излечиться, и ему помог некий врач из Константинополя, который принёс ему балканский йогурт. Будучи признательным, французский король распространил информацию о еде, спасшей ему жизнь.

### Поиск формулы
Микрофлору болгарского йогурта впервые изучил болгарский студент медицины Стамен Григоров на кафедре проф. Массол в Университете Женевы. В 1905 г. он описал его как продукт, состоящий из одной палочковидной и одной сферической молочнокислой бактерии.
В 1907 году палочковидную бактерию назвали Lactobacillus bulgaricus в честь Болгарии, в которой она была впервые открыта и использована, а сферическую — Streptococcus thermophilus.
И. И. Мечников первый оценил значимость открытия, которое сделал Григоров, и как директор Института Пастера пригласил его в Париж, чтобы он мог провести лекцию на тему своего открытия перед ведущими микробиологами того времени. Исследовав вопросы старения и собрав данные по 36 странам, Мечников установил, что самое большое количество «столетников» — в Болгарии (4 на 1000 человек).

### Торговое распространение

#### Европа
В Европе йогурт стал популярен в первой половине XX века благодаря активному маркетингу компании Данон.

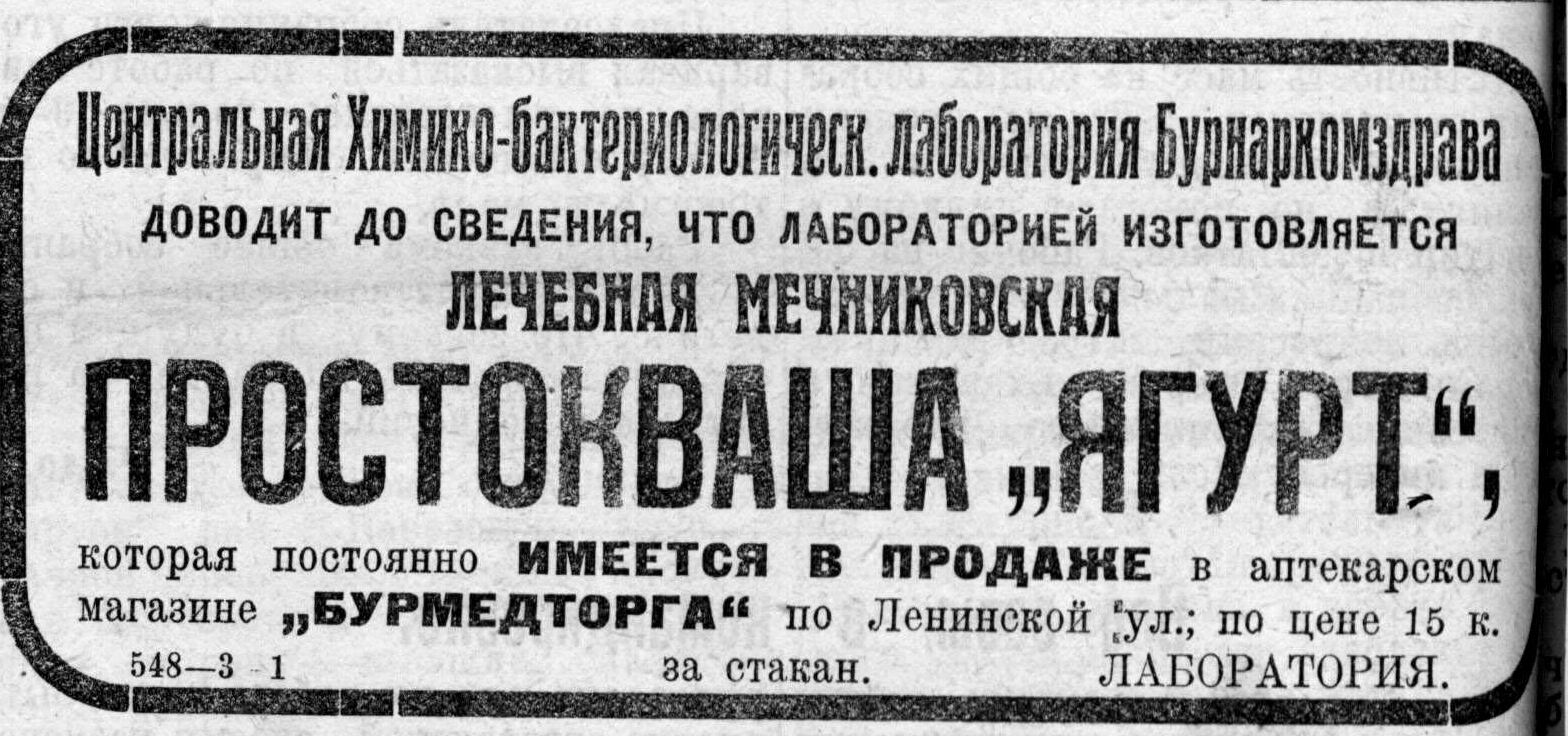
Реклама йогурта. Газета «Бурят-Монгольская правда». Верхнеудинск. № 181 (854) 14 августа 1926 года

#### Советский Союз
В СССР йогурт производили с 1920-х годов. Он продавался в аптеках как лечебное средство под названием ягурт. В первом издании Большой советской энциклопедии (т. 65, 1931 год) имеется статья «Ягурт», где он определяется как «вид простокваши». В толковом словаре Ушакова (1935 год) есть слово «югу́рт» (и как вариант произношения — «ягу́рт») с толкованием: «Болгарское кислое молоко». Во втором издании Большой советской энциклопедии отдельной статьи о йогурте нет, но он упоминается в статье «Болгарская палочка» как «болгарское кислое молоко „югурт“» (т. 5, 1950 год).
Промышленное производство йогурта было освоено на Рижском молочном комбинате в 1965 году. Напиток преподносился как диетический, с низким содержанием жира (1,5 %)

## Технология производства

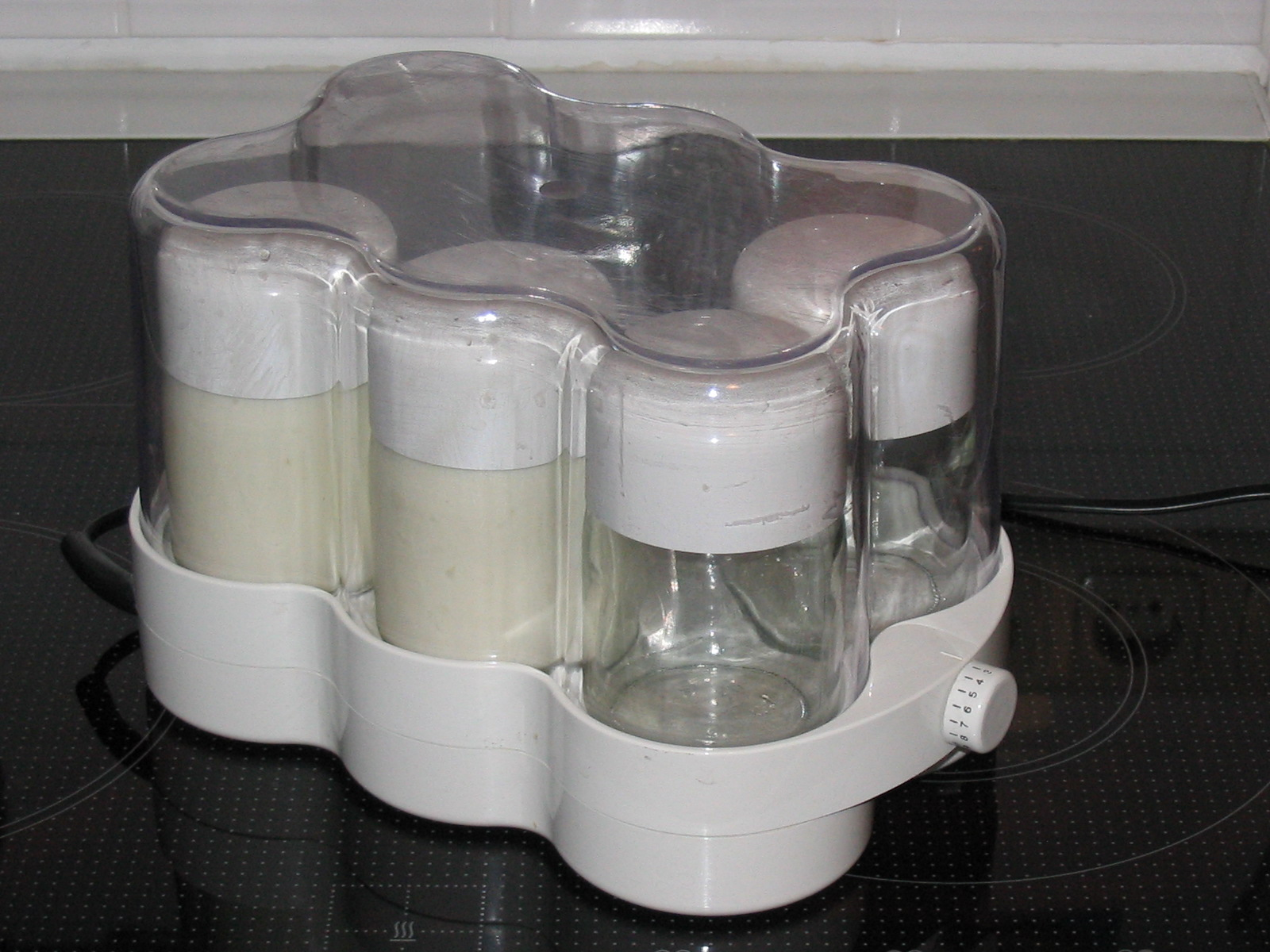
Доступная в продаже домашняя йогуртница

Сначала молоко разделяется в сепараторе на обезжиренное молоко и сливки, которые затем смешиваются в определённой пропорции, при этом добавляются сухие компоненты: сухое молоко и стабилизаторы, чаще всего — каррагинаны (E407). После этого смесь пастеризуют — нагревают до температур 75-95 градусов (чем выше целевая температура, тем меньше период нагрева, в частности, практикуется пятиминутный нагрев до 90-95 градусов и тридцатиминутный до 85 градусов). Это позволяет уничтожить бактерии, а также влияет на вкус и консистенцию в зависимости от продолжительности и степени нагрева. Затем производят гомогенизацию, при которой смесь под давлением в 200—300 атмосфер продавливается через небольшие отверстия, и капельки жира в смеси дробятся, тем самым делая смесь однородной. Затем осуществляют ферментацию с помощью специальных бактерий — болгарской палочки (Lactobacillus bulgaricus) и термофильного стрептококка (Streptococcus thermophilus). Бактерии перерабатывают лактозу в молочную кислоту, в результате чего сгустки белков растворяются. Отдельные белки формируют решётку, ячейки которой захватывают капельки воды и жира, и продукт загустевает. После этого добавляют фруктово-ягодные наполнители с примесью кукурузного крахмала, а также ароматизаторы и красители, чаще всего синтетические. Затем смесь охлаждают, и на этом этапе продукт готов к расфасовке и употреблению.

## Влияние на здоровье
Поскольку йогурт содержит живые культуры, его часто ассоциируют с пробиотиками, которые, как считается, оказывают положительное влияние на иммунную, сердечно-сосудистую систему и обмен веществ.
По данным на начало XXI века, высококачественных клинических исследований недостаточно для вывода о том, что употребление йогурта снижает риск заболеваний или иным образом улучшает здоровье. Метаанализ показал, что потребление 80 граммов обезжиренного йогурта в день приводило к более низкому риску развития диабета 2-го типа и более низкой частоте переломов бедра у женщин в постменопаузе. Обзор 2021 года выявил причинно-следственную связь между потреблением йогурта и улучшенной переносимостью лактозы и пищеварением, а также наличие потенциальной связи между потреблением йогурта и улучшением здоровья костей. Кроме того, было выявлено, что йогурт приводит к снижению риска некоторых заболеваний, включая рак и метаболический синдром.
Йогурт, приготовленный из сырого молока, может быть заражён бактериями, которые способны вызвать серьёзные заболевания, включая Listeria, Cryptosporidium, Campylobacter, Brucella, Escherichia coli и Salmonella. Йогурты также могут быть заражены афлатоксинами, такими как Aspergillus flavus и Aspergillus parasiticus. Заражение происходит в традиционно приготовленных йогуртах гораздо чаще, чем в обработанных промышленным способом, но может произойти и во втором случае, если методы производства и упаковки были нарушены. Если на йогурте образуется плесень, то её невозможно убрать. Консистенция йогурта позволяет плесени проникать глубоко под поверхность, где она распространяется на весь продукт.

## Другие сведения о йогурте
За потребление молочнокислых продуктов (особенно йогурта) ратовал в 1900-х годах российский микробиолог И. И. Мечников как за средство подавления анаэробного брожения в желудочно-кишечном тракте: «Приведенные факты показывают ясно, что в борьбе против кишечного гниения, вместо готовой молочной кислоты, следует вводить в организм разводки молочнокислых бактерий. Так как эти бактерии способны акклиматизироваться в кишечном канале человека, находя в нём для питания вещества, содержащие сахар, то они могут производить обеззараживающие вещества и служить на пользу организма, в котором они живут».
Йогурт применяется как основа для приготовления традиционного болгарского холодного супа таратора.
Исландский йогурт «Скир» по консистенции напоминает нечто среднее между сметаной и творожной массой.
Делают также соевый йогурт — йофу.
Кухонный прибор для получения йогурта в домашних условиях называется «йогуртница».